# هاري إي. هال
هاري إي. هال هو سياسي أمريكي، ولد في 12 مارس 1864، وتوفي في 16 يناير 1938. نشط حزبياً في الحزب الجمهوري. وقد انتخب عضو مجلس النواب الأمريكي ‏.